# Johanna Bassermann
Johanna Bassermann (* 21. Februar 1906 in Köln-Ehrenfeld; † 16. November 1998 in Köln) war eine deutsche Film- und Theaterschauspielerin.

## Leben

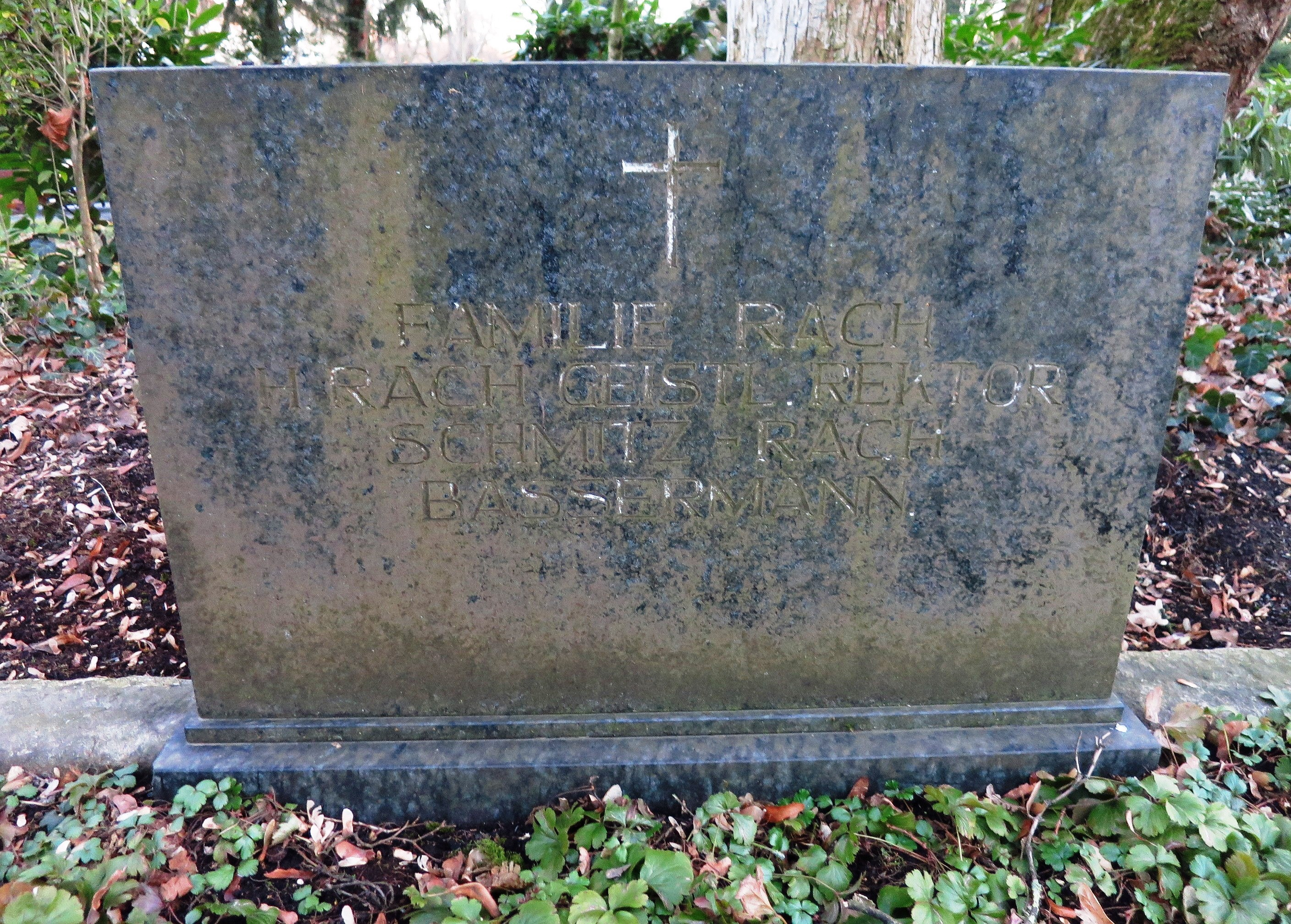
Bassermanns Grabstätte auf dem Kölner Melaten-Friedhof (2019)

Johanna Bassermann wurde 1906 in Köln als Tochter einer Konzertsängerin und eines Kaufmannes und Sängers geboren. Bereits mit zwölf Jahren reifte in ihr der Wunsch, das Schauspiel zu erlernen. Sie nahm zunächst heimlich Schauspielunterricht, den sie vom Haushaltsgeld ihrer Familie bezahlte.
1928, nach ihrer Schauspielausbildung und privatem Schauspielunterricht bei Karl Zistig in Hamburg, stand Bassermann erstmals auf der Theaterbühne. In ihrer ersten Rolle verkörperte sie in Schillers Kabale und Liebe die Musikertochter Louise Miller. Diverse Engagements an unterschiedlichen Theatern folgten. Unter anderem spielte sie am Nationaltheater Mannheim, an den Hamburger Kammerspielen, am Deutschen Theater Berlin und am Mecklenburgischen Staatstheater Schwerin.
Mitte der 1970er-Jahre begann für Bassermann auch eine Fernsehkarriere. Sie hatte Rollen in Filmen wie König Kunde und Der Schutzengel. In der ARD-Serie Lindenstraße verkörperte Bassermann von Dezember 1985 (Folge 1) bis Februar 1988 (Folge 115) die Figur Philomena Bennarsch.
Bassermann lebte zunächst sechs Jahre zusammen mit ihrem vier Jahre jüngeren Bruder in Hamburg bei ihren Eltern. Nach dem frühen Tod ihrer Mutter zog sie zu ihrer Großmutter nach Köln, wo sie fortan lebte. Johanna Bassermann starb 1998 im Alter von 92 Jahren in Köln. Ihre Grabstätte befindet sich auf dem Kölner Melaten-Friedhof.

## Filmografie
- 1961: Spiel um Job
- 1982: Die Krimistunde (Fernsehserie)
- 1984: Tegtmeier (TV-Miniserie)
- 1985–1988: Lindenstraße (Fernsehserie)
- 1988: Spielergeschichten
- 1990: Kommissarin Goedeke
- 1993: Stadtklinik (Fernsehserie, 1 Folge)
- 1994: Die Wache (Fernsehserie, 1 Folge)
- 1996: Verbotene Liebe (Fernsehserie)
- 1997: Der Schutzengel
- 1998: Silhouette des Tunnels